# Jo Mersa Marley
Joseph "Jo Mersa" Marley (n. 12 martie 1991, Kingston, Jamaica – d. 27 decembrie 2022, Florida, SUA) a fost un artist reggae jamaican. A fost fiul lui Stephen Marley și nepotul muzicianului reggae Bob Marley.

## Carieră
Marley a debutat în 2014 lansând, prin iTunes și Spotify, EP-ul „Comfortable”. De asemenea, a apărut pe un albumul Strictly Roots de Morgan Heritage.

## Viață personală
Marley și-a petrecut primii ani în Jamaica, unde a frecventat Saints Peter and Paul Preparatory School. Ulterior s-a mutat în Florida la Miami Palmetto Senior High School și Miami Dade College (unde a studiat inginerie de sunet).
La 27 decembrie 2022, Marley a murit în comitatul Miami-Dade, Florida, din cauza unor complicații de astm. 

## Discografie
- EP Comfortable (2014)
- Eternal (2021)